# Pomnik Tym co za polskość Gdańska
Pomnik Tym co za polskość Gdańska – pomnik upamiętniający poległych za polskość Gdańska w okresie od rzezi gdańskiej w 1308 do końca II wojny światowej, odsłonięty 28 grudnia 1969 na placu przy ulicy Podwale Staromiejskie. Monument w kształcie betonowych bloków ozdobionych reliefami symbolizujący wbity w ziemię topór, zbudowano według wizji Wawrzyńca Sampa oraz Wiesława Pietronia.
W maju 2008 z inicjatywy Koła Polonii Gdańskiej i Towarzystwa Przyjaciół Gdańska odsłonięto tablicę pamiątkową o treści:

Pamięci Polaków gdańskich, którzy zginęli za polskość Gdańska w niemieckich więzieniach, obozach koncentracyjnych i innych miejscach kaźni w latach 1939-1945.

Pod tablicą znajduje się napisany złotymi literami fragment z Pieśni XII Jana Kochanowskiego:

A jeśli komu droga otwarta do nieba - Tym, co służą ojczyźnie.

Nie jest prawdą, jakoby mieszczanie gdańscy zamordowani w czasie rzezi gdańskiej przez Krzyżaków wykazywali postawy propolskie. Miasto było oblegane przez wojska polskie i krzyżackie, działające w porozumieniu. Dopiero po zerwaniu sojuszu polsko-krzyżackiego (wskutek niewywiązania się z jego postanowień przez stronę polską) i zaniechaniu przez Polaków oblężenia nastąpiło wtargnięcie Krzyżaków i rzeź mieszczan. Przypisanie przez pomysłodawców i twórców pomnika w 1969 roku pomordowanym gdańskim mieszczanom polonofilskich zachowań, co jakoby miało być powodem ich śmierci, jest manipulacją propagandową, odpowiadającą tendencjom panującym podówczas wśród polskich historyków.
Przy pomniku odbywają się uroczystości upamiętniające zakończenie II wojny światowej w Europie.